# Blanquefort-sur-Briolance

Blanquefort-sur-Briolance este o comună în departamentul Lot-et-Garonne din sud-vestul Franței. În 2009 avea o populație de 512 de locuitori.

## Evoluția populației
| An        | 1975 | 1982 | 1990 | 1999 | 2006 | 2009 |
| --------- | ---- | ---- | ---- | ---- | ---- | ---- |
| Populație | 587  | 549  | 468  | 492  | 500  | 512  |